# Alfred Fowler
Alfred Fowler, CBE FRS (22 de marzo de 1868, Yorkshire – 24 de junio de 1940) fue un astrónomo británico.  No debe ser confundido con el astrofísico estadounidense William Alfred Fowler.

## Semblanza
Fowler nació en Wilsden, Yorkshire, y fue educado en la escuela Normal de Ciencias de Londres, posteriormente absorbida por la Universidad Imperial de Londres.
Fue nombrado Instructor (Profesor Ayudante después) de Astrofísica en la Universidad Imperial y trabajó allí hasta su muerte. Experto en espectroscopia, fue uno de los primeros astrónomos en determinar que la temperatura de las manchas solares era menos elevada que la de las regiones circundantes.
Fue elegido miembro de la Royal Society en 1910, pudiendo leerse en su citación:
"Asociado de la Universidad Real de Ciencias. Profesor Ayudante de Físicas (Departamento de Astrofísica) de la Universidad Imperiales de Tecnología, South Kensington. Distinguido por sus contribuciones a la Física Astronómica por la observación espectroscópica de eclipses, protuberancias solares, y manchas solares, y por investigaciones experimentales sustentadas en su interpretación. Asociado en observaciones de eclipses totales de sol con Sir Norman Lockyer en 1893, 1896, 1898, 1900, y (con Prof Callendar) en 1905. "
Recibió la Medalla Real en 1918 y pronunció la Conferencia Bakeriana en 1914 y 1924.
Fowler fue presidente de la Sociedad Astronómica Real de 1919 a 1921 y murió en Ealing, Londres en 1940.

## Honores
Premios
- Premio Valz[2] de la Academia Francesa de Ciencias (1913)
- Medalla de Oro de la Sociedad Astronómica Real (1915)
- Medalla Real (1918)
- Miembro de la Royal Society[1]
- Medalla Henry Draper de la Academia Nacional de Ciencias (1920)[3]
- Medalla Bruce (1934)
- Comendador de la Orden del Imperio Británico (1935)

## Eponimia
- Cráter lunar Fowler (conjuntamente con Ralph H. Fowler)

## Publicaciones
- The Spectra of Metallic Arcs in an Exhausted Globe (with H Page, (Proc Roy Soc, vol lxxii);
- Formulae for Spectrum Series (with H Shaw, Astrophys Journ, vols xviii, xxi);
- The Spectra of Antarian Stars in relation to the Fluted Spectrum of Titanium (Proc Roy Soc, vol lxxiii, 1904);
- Observations of the Spectra of Sunspots, Region C to D (Monthly Notices Roy Astron Soc, vol lxv, 1905);
- Spectroscopic Observations of the Great Sunspot (February, 1905) and Associated Prominences (ibid, vol lxv, 1905);
- Total Solar Eclipse, 1905, August 30 (with H L Callendar) (Proc Roy Soc, vol lxxvii, 1905);
- High Level Chromosperic Lines and their Behaviour in Sunspot Spectra (Monthly Notices Roy Astron Soc, vol lxvi, 1906);
- Observations and Discussion of the Spectra of Sunspots, Region B to E (Trans Internat Union Solar Research, vol i, 1906);
- Enhanced Lines of Iron in the Region F to C, and Note on Silicon in the Chromosphere (Monthly Notices, Roy Astron Soc vol lxvii, 1906);
- The Fluted Spectrum of Titanium Oxide (Proc Roy Soc, vol lxxx, 1907);
- The Origin of certain Bands in the Spectra of Sunspots (Monthly Notices, Roy Astron Soc, vol lxvii, 1907);
- Report of Committee on Sunspot Spectra (Trans Internat Union Solar Research, vol ii, 1908);
- The Spectrum of Scandium and its relation to Solar Spectra (Phil Trans, A, 1908);
- The Reproduction of Prismatic Spectrum Photographs on a Uniform Scale of Wave-lengths (Astrophys Journ, vol xxviii, 1908);
- Spectroscopic Comparison of o Ceti with Titanium Oxide (Monthly Notices, Roy Astron Soc, vol lxix, 1909).